# Многомерное время в физике

Свойства S+T-мерного пространства-времени по
Максу Тегмарку

Специальная теория относительности (СТО) описывает пространство-время в виде псевдориманова многообразия с одним отрицательным собственным значением метрического тензора, которое соответствует «временноподобному» направлению. Метрика с несколькими отрицательными собственными значениями будет соответственно подразумевать наличие нескольких временных направлений, то есть время будет многомерным, но в настоящее время нет консенсуса насчёт связи этих дополнительных «времён» с временем в обычном понимании.
Гипотезы многомерного времени выдвигались в физике двояко: как возможное теоретическое описание реальности или как любопытная возможность, вероятно, не имеющая отношения к известной природе. Например, Ицхак Барс опубликовал работу «Физика двухмерного времени», основанную на симметрии SO (10, 2) расширенной структуры суперсимметрии М-теории, являющийся самой современной и систематизированной разновидностью данной теории (см. также F-теория).
Если специальная теория относительности может быть обобщена на случай k-мерного времени {\displaystyle (t_{1},t_{2},...,t_{k})} и n-мерного пространства {\displaystyle (x_{k+1},x_{k+2},...,x_{k+n})}, тогда (k + n)-размерный интервал, будучи инвариантным, даёт выражение {\displaystyle (ds_{k,n})^{2}=(cdt_{1})^{2}+\ldots +(cdt_{k})^{2}-(dx_{k+1})^{2}-\ldots -(dx_{k+n})^{2}}. Сигнатура метрики тогда будет выглядеть следующим образом:
{\displaystyle (\underbrace {+,\cdots ,+} _{k},\underbrace {-,\cdots ,-} _{n})} — временно-подобное правило знаков,
или
{\displaystyle (\underbrace {-,\cdots ,-} _{k},\underbrace {+,\cdots ,+} _{n})} — пространственно-подобное правило знаков.
Преобразования между двумя инерциальными системами отсчёта K и K′, которые находятся в стандартной конфигурации (например, преобразование без перевода и/или вращения оси пространства в гиперплоскости пространства и/или поворотов оси времени в гиперплоскости времени) выглядят следующим образом:
{\displaystyle t'_{\sigma }=\sum _{\theta =1}^{k}\left(\delta _{\sigma \theta }t_{\theta }+{\frac {c^{2}}{v_{\sigma }v_{\theta }}}\beta ^{2}(\zeta -1)t_{\theta }\right)-{\frac {1}{v_{\sigma }}}\beta ^{2}\zeta x_{k+1},}
{\displaystyle x'_{k+1}=-c^{2}\beta ^{2}\zeta \sum _{\theta =1}^{k}{\frac {t_{\theta }}{v_{\theta }}}+\zeta x_{k+1},}
{\displaystyle x'_{\lambda }=x_{\lambda },}
где {\displaystyle \mathbf {v} _{1}=(v_{1},\underbrace {0,\cdots ,0} _{n-1}),} {\displaystyle \mathbf {v} _{2}=(v_{2},\underbrace {0,\cdots ,0} _{n-1}),} {\displaystyle \mathbf {v} _{k}=(v_{k},\underbrace {0,\cdots ,0} _{n-1})} являются векторами скоростей K′ против K, определяют соответственно в зависимости от размеров времени t1, t2, …, tk; {\displaystyle \beta ={\frac {1}{\sqrt {\sum _{\mu =1}^{k}{\frac {c^{2}}{v_{\mu }^{2}}}}}};}
{\displaystyle \zeta ={\frac {1}{\sqrt {1-\beta ^{2}}}};}
σ = 1, 2, …, k; λ = k + 2, k + 3, …, k + n. Здесь {\displaystyle \delta _{\sigma \theta }} является символом Кронекера. Эти преобразования являются обобщением преобразования Лоренца в фиксированном пространственном направлении (xk+1) в области многомерного времени и многомерного пространства.

Причинно-следственная структура пространства-времени с двумя временными измерениями и пространством одной размерности

Обозначим: {\displaystyle {\frac {dx_{\eta }}{dt_{\sigma }}}=V_{\sigma \eta }}, и {\displaystyle {\frac {dx'_{\eta }}{dt'_{\sigma }}}=V'_{\sigma \eta },} где σ = 1, 2, …, k; η = k + 1, k + 2, …, k + n. Сложение скоростей затем даст
{\displaystyle V'_{\sigma (k+1)}={\frac {V_{\sigma (k+1)}\zeta \left(1-\beta ^{2}\sum _{\theta =1}^{k}{\frac {c^{2}}{v_{\theta }V_{\theta (k+1)}}}\right)}{1+{\frac {V_{\sigma (k+1)}}{v_{\sigma }}}\beta ^{2}\left((\zeta -1)\sum _{\theta =1}^{k}{\frac {c^{2}}{v_{\theta }V_{\theta (k+1)}}}-\zeta \right)}},}
{\displaystyle V'_{\sigma \lambda }={\frac {V_{\sigma \lambda }}{1+{\frac {V_{\sigma (k+1)}}{v_{\sigma }}}\beta ^{2}\left((\zeta -1)\sum _{\theta =1}^{k}{\frac {c^{2}}{v_{\theta }V_{\theta (k+1)}}}-\zeta \right)}},}
где σ = 1, 2, …, k; λ = k + 2, k + 3, …, k + n.
Для простоты рассмотрим только одну пространственную размерность x3 и две временные размерности x1 и x2 (то есть, x1 = ct1, x2 = ct2, x3 = x). Предположим, что в точке O, имеющей координаты x1 = 0, x2 = 0, x3 = 0, имело место событие E. Предположим далее, что с момента события E прошёл интервал времени {\displaystyle \Delta T={\sqrt {(\Delta t_{1})^{2}+(\Delta t_{2})^{2}}}\geqslant 0}. Причинно-следственная область, связанная с событием E, включает в себя боковую поверхность прямого кругового конуса {(x1)2 + (x2)2 − (x3)2 = 0}, боковую поверхность прямого кругового цилиндра {(x1)2 + (x2)2 = c2ΔT2} и внутреннюю область, ограниченную этими поверхностями, то есть причинно-следственная область включает в себя все точки (x1, x2, x3), для которых условия
{\displaystyle (x_{1})^{2}+(x_{2})^{2}-(x_{3})^{2}=0{\text{ и }}|x_{3}|\leqslant c\Delta T} или
{\displaystyle (x_{1})^{2}+(x_{2})^{2}=c^{2}{\Delta T}^{2}{\text{ и }}|x_{3}|\leqslant c\Delta T} или
{\displaystyle (x_{1})^{2}+(x_{2})^{2}-(x_{3})^{2}>0{\text{ и }}(x_{1})^{2}+(x_{2})^{2}<c^{2}{\Delta T}^{2}}
являются выполненными.
Тем не менее, сигнатуры (1, 3) и (3, 1) физически эквивалентны, так как положительная длина вектора в пространстве Минковского для временноподобных интервалов — это условность, зависящая от договорённости о знаке метрического тензора. Так, некоторые физики как правило используют метрику с сигнатурой (+−−−), что приводит к положительной «длине» Минковского для времениподобных интервалов и энергии, в то время как пространственное расстояние будет иметь отрицательную «длину» Минковского. Релятивисты, однако, как правило придерживаются противоположной конвенции (−+++), что даёт для пространственного расстояния положительную «длину» Минковского.
Все вселенные многомерного времени можно рассматривать в качестве фридмонов.

### Связь сантропным принципом
В качестве доказательства трёхмерности пространства (если не считать возможные измерения неподтвержденной теории струн) могут приводиться физические последствия предположения о том, что количество измерений отличается от трёх пространственных плюс одного временного. Этот аргумент выполнен в духе антропного принципа, и возможно, это первый случай его использования, пусть и до того, как концепция данного принципа была полностью сформулирована.
Неявное представление о том, что размерность существующей Вселенной является особенной, впервые высказал Лейбниц, который в «Рассуждении о метафизике» предположил, что «мир соответствует такой модели, которая является самой простой в гипотезе и самой богатой в явлениях».
Макс Тегмарк рассматривает гипотезы миров с размерностью времени T > 1 с точки зрения антропного принципа и приходит к выводу о невозможности существования разумной жизни в такой модели мира. В общем случае неизвестно функционирование физических законов в мире с многомерным временем. Если Т отлично от 1, поведение физических систем не может быть выведено из знания соответствующих дифференциальных уравнений в частных производных — задача Коши для волнового уравнения становится плохо определённой. Иными словами, в мире с многомерным временем невозможно точно рассчитать поведение физических систем в будущем, а любой расчёт физических законов будет иметь несколько решений — будущее такой вселенной невозможно спрогнозировать. Разумная жизнь, способная использовать технологии, в подобной вселенной не могла бы возникнуть. Единственный вариант однозначного решения для физических уравнений в мире с многомерным временем — это движение наблюдателя со скоростью света, когда время для него вообще не существует.
Более того, Тегмарк утверждает, что если T > 1, протоны и электроны были бы неустойчивы и могли бы распадаться на более массивные частицы. (Это не проблема, если частицы имеют достаточно низкую температуру.) При T > 1 субатомные частицы, распадающиеся в течение определённого периода, вели бы себя непредсказуемо, геодезическая линия не обязательно была бы максимальной для времени. Случай мира с размерностью пространства N = 1 и времени T = 3 обладает интересным свойством: скорость света является нижней границей скорости материальных тел, а вся материя состоит из тахионов.
Только мир с трёхмерным пространством даёт достаточную стабильность и сложность, так как в мире с числом измерений пространства меньше 3 маловероятна гравитация и возникают топологические проблемы, а в мире с числом измерений пространства больше 3 невозможно существование стабильных орбит (для гравитационного и электромагнитного полей либо иных дальнодействующих взаимодействий). Поэтому миры с мерностью времени отличной от 1 имеют недостаток прогнозируемости, а миры с развёрнутой мерностью пространства больше 3 — недостаток стабильности. Таким образом, соблюдение антропного принципа исключает любые варианты мира помимо N = 3 и Т = 1 (или N = 1 и Т = 3 в других концепциях).

### Связь сдлиной Планкаи скоростью света
Движение пробной частицы может быть описано координатой:
{\displaystyle x^{\mu }={\begin{pmatrix}ct\\r\cdot f\left({\frac {\gamma \tau }{\Lambda }}\right)\\\mathbf {x} \end{pmatrix}}}
которая является каноническим (1,3) вектором пространства-времени {\displaystyle (ct,\mathbf {x} )^{T}} с {\displaystyle x\in \mathbb {R} ^{3}} расширенную на дополнительную временноподобную координату {\displaystyle r\cdot f(\gamma \tau /\Lambda )}. {\displaystyle \tau } тогда второй параметр времени, {\displaystyle r\in \mathbb {R} } описывает размер второго временного измерения и {\displaystyle \gamma } является характеристической скоростью, таким образом, эквивалент {\displaystyle c}. {\displaystyle f} описывает форму второго временного измерения и {\displaystyle \Lambda \in \mathbb {R} } параметр нормализации такой, что {\displaystyle \gamma \tau /\Lambda } безразмерно. Разбивая {\displaystyle x^{\mu }=x_{t}^{\mu }+x_{\tau }^{\mu }} с
{\displaystyle x_{t}^{\mu }={\begin{pmatrix}ct\\0\\\eta \mathbf {x} \end{pmatrix}};\ x_{\tau }^{\mu }={\begin{pmatrix}0\\r\cdot f\left({\frac {\gamma \tau }{\Lambda }}\right)\\(1-\eta )\mathbf {x} \end{pmatrix}},\eta \in (0,1)}
и, используя метрику {\displaystyle (+,+,-,-,-)}, тогда Лагранжева механика становится:
{\displaystyle L(x,{\dot {x}},x^{\prime },t,\tau )={\frac {r}{\Lambda }}{\sqrt {{\dot {c}}^{2}t^{2}+c^{2}-\eta ^{2}{\dot {\mathbf {x} }}^{2}+2{\dot {c}}ct}}{\sqrt {(\gamma ^{\prime 2}\tau ^{2}+\gamma ^{2}+2\gamma \gamma ^{\prime }\tau )\left(\left.{\frac {df}{dz}}\right|_{z={\frac {\gamma \tau }{\Lambda }}}\right)^{2}-(1-\eta )^{2}\mathbf {x} ^{\prime 2}}}.}
Применение уравнения Эйлера — Лагранжа дает:
{\displaystyle {\frac {d}{dt}}{\frac {\partial L}{\partial {\dot {x}}_{i}}}+{\frac {d}{d\tau }}{\frac {\partial L}{\partial x_{i}^{\prime \ }}}-{\frac {\partial L}{\partial x_{i}}}=0.}
Как следствие этой модели было высказано предположение, что скорость света не была постоянной в ранней Вселенной.